# Madame (chanson)
Pour les articles homonymes, voir Madame (homonymie).
Singles de Claude Barzotti
Et je t'attends
(1980) Le Rital
(1983)
Madame est une chanson du chanteur belge Claude Barzotti. Enregistrée dans une première version en 1975, elle est réenregistrée en 1982 sur son premier album studio Souvent je pense à vous, Madame et sort en 45 tours la même année. 
C'est le premier grand succès du chanteur, s'écoulant à plus de 400 000 exemplaires.

## Contexte et accueil
Claude Barzotti écrit Madame en 1973 et la sort l'année suivante ou en 1975 chez les Disques Vogue. Cette première version ne rencontre pas le succès, se vendant à 250 exemplaires,. Après avoir sorti plusieurs 45 tours sans rencontrer le succès, le chanteur envisage d'arrêter sa carrière. Il décide de rester chez son label Vogue en tant que représentant, avant de devenir directeur artistique.. C'est alors que Claude Barzotti est appelé par deux producteurs de Paris, les frères Pierre et Michel Célie, qui lui disent qu'il a du talent et souhaitent le rencontrer à Paris. Claude Barzotti se rappelle : « Je pensais que c'était une plaisanterie. Ils voulaient me rencontrer. « Venez à Paris ! » Je n’avais pas d’argent pour y aller. Ils m’ont envoyé le billet de train par La Poste. J'ai enregistré mon premier 33 tours ». La chanson Madame est évoquée lors des sessions d'enregistrement et Claude Barzotti finit par la réenregistrer sur son premier album studio Souvent je pense à vous, Madame en 1982. 
À propos des paroles, le chanteur confie : « je l'ai écrit à 20 ans alors que j'étais mécanicien. Il parle d'une femme de la quarantaine que j'avais vue durant ma pause. Je n'avais pas osé l'aborder ». 
La chanson sort en 45 tours à la fin de l'année 1982 sous le label Déesse et devient le premier succès du chanteur l'année suivante, se vendant à plus de 400 000 exemplaires. Madame s'est également classé dans les hit-parades flamand et néerlandais,,.

## Liste des pistes
| A. | Madame           | 3:50 |
| B. | C'est pas facile | 2:48 |

| A. | Madame     | 3:03 |
| B. | Mary, Mary | 2:27 |

## Crédits
- Claude Barzotti – chant, paroles, musique
- Harry Frékin – paroles
- Alain Butet – réalisation artistique
- Pierre Célie – réalisation artistique
- Alain Marouani – photographie

Crédits adaptés de Discogs.

## Classements et certifications
| Classement (1983)                      | Meilleure position |
| -------------------------------------- | ------------------ |
| Belgique (Flandre Ultratop 50 Singles) | 30                 |
| France (IFOP)                          | 17                 |
| Pays-Bas (Nederlandse Tipparade)       | 10                 |
| Pays-Bas (TROS Top 50)                 | 45                 |

| Classement (1983) | Position |
| ----------------- | -------- |
| France (SNEP)     | 68       |

## Historique de sortie
| Pays             | Date             | Format           | Label            |
| Première version | Première version | Première version | Première version |
| ---------------- | ---------------- | ---------------- | ---------------- |
| France           | 1975             | 45 tours         | Vogue            |
| Grèce            | 1975             | 45 tours         | Vogue            |
| Turquie          | 1976             | 45 tours         | S&S              |
| Seconde version  |                  |                  |                  |
| France Benelux   | 1982             | 45 tours         | Déesse           |
| Pays-Bas         | 1983             | 45 tours         | Sky              |
| Canada           | 1985             | 45 tours         | Gamma            |

## Reprises
Madame est reprise et adaptée par différents artistes.
Elle est adaptée pour la première fois, en grec, par Lákis Giordanélli sous le titre Μπορεί ν'αλλάξαμε (Borí n'allaxame) en 1976, basée sur la premier enregistrement de Claude Barzotti.
Elle est également adaptée en néerlandais dans plusieurs versions différentes par différents artistes :
- en 1986, par le chanteur néerlandais Ivo Franklin, sous le titre Nadine[17] ;
- en 1990, par la chanteuse belge Lisa del Bo, sous le titre Maar nu, wat doe ik zonder jou?[17], cette version atteint la 50e place de l'Ultratop 50 flamand[18] ;
- en 1992, par la chanteuse néerlandaise Conny Vandenbos, sous le titre Ik denk nog vaak aan je terug[17] ;
- en 2011, par le chanteur belge Jo Vally (nl) sous le titre Jij mooie vrouw[17].